# 2019 aux Îles Salomon
Cet article présente les faits marquants de l'année 2019 aux Îles Salomon.

## Évènements
- 3 avril : élections législatives. Manasseh Sogavare est ensuite élu Premier ministre par les députés.
- 16 septembre : Le gouvernement de Manasseh Sogavare rompt les relations diplomatiques de son pays avec la République de Chine (Taïwan) et reconnaît la République populaire de Chine, dans l'optique de développer ses relations commerciales avec cette dernière. Pékin promet d'apporter une aide substantielle au développement des Salomon[1],[2].
- 14 octobre : mort de Charles Dausabea (en) (né le 21 octobre 1960), l'un des chefs de la Force des aigles de Malaita (en) qui prend en otage le Premier ministre Bartholomew Ulufa'alu en 2000 ; puis ministre des Services publics durant quelques jours en décembre 2007. Mort « à la suite d'une longue maladie »[3].